# Bagatelle (Toulouse)
Pour les articles homonymes, voir Bagatelle.
Bagatelle est un quartier populaire de Toulouse, situé à l'ouest de la ville dans le secteur 2 de Toulouse. Il est intégré au sein du quartier prioritaire « Grand Mirail ».

## Toponymie, étymologie
Bagatelle, au XIXe siècle, était le nom d'un domaine et d'un château. Le château est aujourd'hui démoli, une partie du parc subsiste entre la maison de quartier et l'unité territoriale d'action médico-sociale, et l'allée bordée d’arbres menant au château est devenue l'impasse du Bachaga-Boualam.

## Histoire

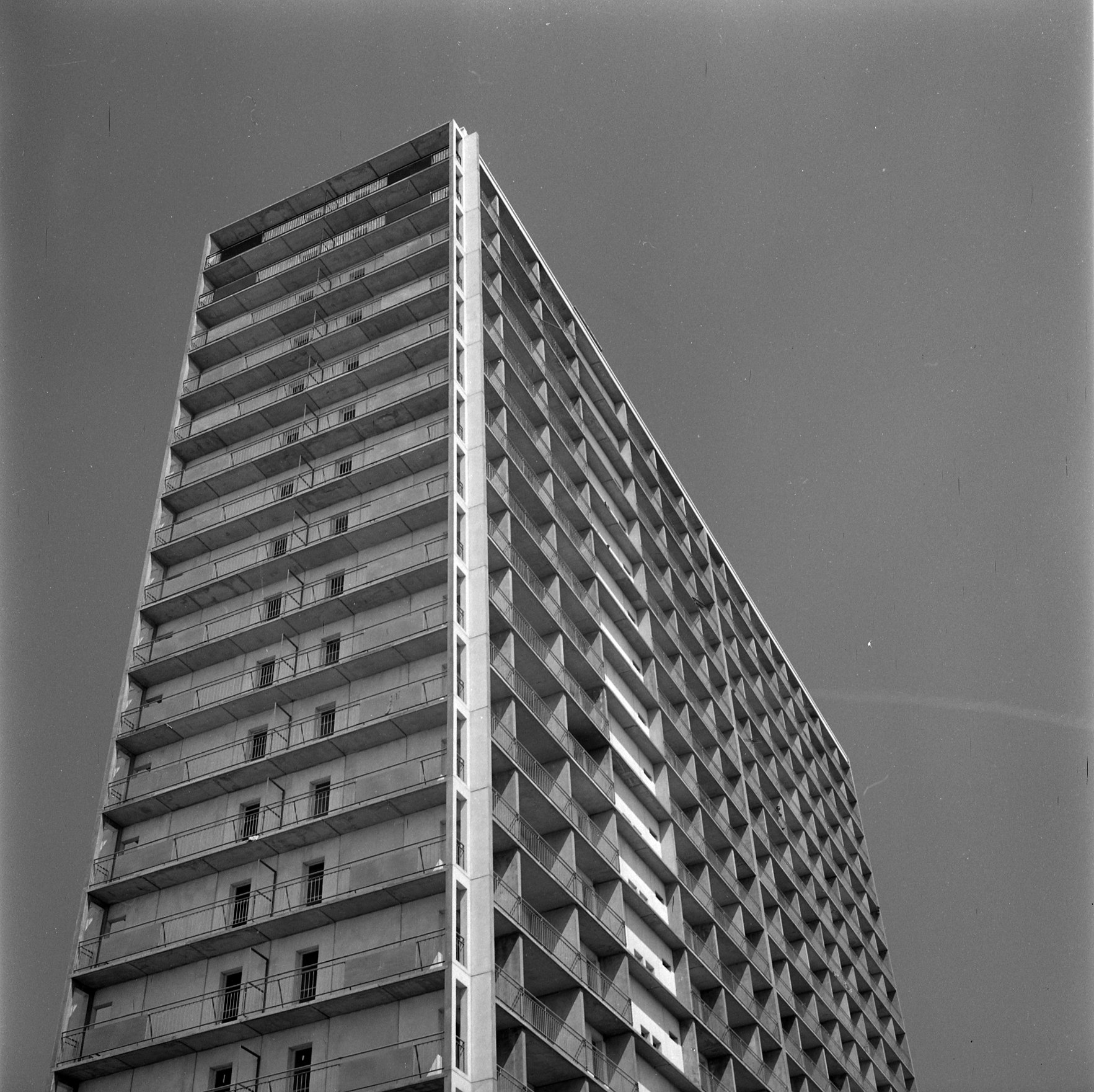
Construction d'un immeuble en 1964.

## Description
On y trouve beaucoup de logements sociaux. Malgré des chiffres négatifs pour le chômage (environ 35 % de chômeurs en 2003) et la pauvreté des ménages, le quartier est connecté au centre-ville en moins de dix minutes par sa station de métro Bagatelle et par un nouvel équipement commercial performant. Son nouveau centre culturel Henri-Desbals a même accueilli récemment l'Orchestre de chambre de Toulouse.
Depuis 2010, Bagatelle est en restructuration dans le cadre du Grand projet de ville, le but étant de désenclaver le quartier et d'y assurer une certaine mixité sociale. Dans cette optique, des logements seront détruits et se verront en partie remplacés par de nouvelles constructions. Il est également prévu la création d'espace verts et l’installation d'équipements publics.
La Maison de quartier de Bagatelle est gérée bénévolement par des habitants du quartier depuis 1973. Revendiquant une indépendance politique et financière, la Maison de quartier organise des débats et activités militantes, sociales et culturelles, en lien avec les associations et les habitants qui en sont membres,.

## Voies de communications et transports

### Transports en commun
Le quartier est desservi depuis 1993 par la ligne A du métro, ce qui a permis à l'époque de le reconnecter au centre-ville.
- Bagatelle
  - 13
- Mermoz
  - 13

### Axes routiers

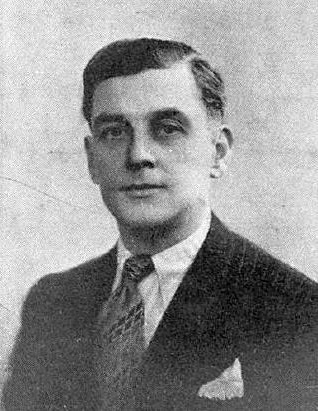
Le résistant toulousain Henri Desbals (membre du conseil municipal en 1935).

Le quartier est traversé par une artère principale, la rue Henri-Desbals.
Il est accessible par :
- L'autoroute A620 (rocade ouest) : Accès no 26 (La Faourette) et no 27 (La Cépière)